# نواف بن عبد العزيز آل سعود
الأمير نواف بن عبد العزيز آل سعود (14 ربيع الآخر 1351 هـ / 16 أغسطس 1932 - 15 ذو الحجة 1436 هـ / 29 سبتمبر 2015)، المستشار الخاص لخادم الحرمين الشريفين الملك الراحل عبد الله بن عبد العزيز آل سعود. وهو الابن الثاني والعشرون من أبناء عبد العزيز آل سعود الذكور.

## عن حياته
في عام 1381 هـ عين وزيرًا لـ وزارة المالية وذلك لبضعة أشهر. وفي أغسطس من عام 2001 عين رئيسًا للاستخبارات العامة خلفًا لابن أخيه الأمير تركي الفيصل بن عبد العزيز آل سعود، وظل في المنصب حتى 26 يناير 2005 حيث استقال لظروفه الصحية، حيث أجريت له في عام 2002 عملية جراحية بعد أن أصيب بنزيف في الدماغ واستمر يعاني من تداعيات المرض ولذلك فضل الاستقالة، وعين مستشارًا للملك عبد الله بن عبد العزيز آل سعود. ويمثله في هيئة البيعة ابنه سمو الأمير عبد العزيز بن نواف بن عبد العزيز آل سعود وذلك بسبب التقرير الطبي الذي أثبت عدم قدرته على العمل.

## وفاته
في مساء يوم الثلاثاء 16 ذو الحجة 1436 هـ الموافق 29 سبتمبر 2015 أعلن الديوان الملكي السعودي في بيان رسمي عن وفاة الأمير نواف بن عبد العزيز آل سعود بعد معاناة من المرض. وصلي عليه يوم الأربعاء 17 ذو الحجة 1436 هـ الموافق 30 سبتمبر 2015 بعد صلاة العشاء في المسجد الحرام في مكة المكرمة. تقدم المصلين عليه  خادم الحرمين الشريفين الملك سلمان بن عبد العزيز آل سعود وعدد من الأمراء والمسؤولين من مدنيين وعسكريين ونقل جثمانه إلى مقبرة العدل حيث دفن هناك.

## أسرته
تزوج من الأميرة تغريد بنت مساعد المقوعي الرويضي الرشيدي  وأنجب منها:
- الأمير محمد بن نواف بن عبد العزيز آل سعود. متزوج من الأميرة فدوى بنت خالد بن عبد الله بن عبد الرحمن آل سعود.

تزوج من الأميرة جواهر بنت عبد الملك بن إبراهيم آل الشيخ وأنجب منها:
- الأميرة نوف بنت نواف بن عبد العزيز آل سعود (متوفاة).
- الأمير عبد العزيز بن نواف بن عبد العزيز آل سعود. متزوج من الأميرة هيفاء بنت عبد الله بن عبد العزيز آل سعود.
- الأمير فيصل بن نواف بن عبد العزيز آل سعود (أمير منطقة الجوف). متزوج من الأميرة مضاوي بنت سعود بن عبد الله بن عبد الرحمن آل سعود.
- الأميرة سارة بنت نواف بن عبد العزيز آل سعود.

تزوج من الأميرة موضي بنت غنيم بن صنيتان أبوثنين (مطلقة).

## صدر عنه
كتاب «مستشار الملوك، صاحب السمو الملكي الامير نواف بن عبدالعزيز آل سعود (1351-1436 /1932-2015م)» تأليف: فائز بن موسى البدراني، صدر عام 2023.